# Championnats de Russie de trampoline
 (février 2014).
Les championnats de Russie de trampoline sont une compétition annuelle de trampoline organisée par la fédération russe de trampoline. Le vainqueur homme est désigné « champion de Russie » et la vainqueur femme « championne de Russie » jusqu'à l'édition suivante. Ces championnats, créés en 1991 après la scission de l'URSS, sont directement issus des championnats de l'Union des républiques socialistes soviétiques de trampoline.

## Éditions
| No. | Lieu              | Date                 | Vainqueurs            | Vainqueurs          |
| No. | Lieu              | Date                 | Homme                 | Femme               |
| --- | ----------------- | -------------------- | --------------------- | ------------------- |
| 1re | Krasnodar         | 1991                 | Alexander Danilchenko | Tatiana Lushina     |
| 2e  | Voronej           | 1992                 | Alexander Danilchenko | Irina Slonova       |
| 3e  | Voronej           | 1993                 | Alexander Danilchenko | Irina Karavaeva     |
| 4e  | Krasnodar         | 1994                 | German Khnychev       | Irina Slonova       |
| 5e  | Krasnodar         | 1995                 | German Khnychev       | Irina Karavaeva     |
| 6e  | Voronej           | 1996                 | Alexander Danilchenko | Irina Karavaeva     |
| 7e  | Voronej           | 1997                 | German Khnychev       | Irina Karavaeva     |
| 8e  | Krasnodar         | 1998                 | Sergei Yashev         | Natalia Tchernova   |
| 9e  | Krasnodar         | 1999                 | Alexander Moskalenko  | Natalia Tchernova   |
| 10e | Krasnodar         | 2000                 | German Khnychev       | Natalia Tchernova   |
| 11e | Krasnodar         | 2001                 | German Khnychev       | Marina Murinova     |
| 12e | Saint-Pétersbourg | 2002                 | German Khnychev       | Irina Karavaeva     |
| 13e | Veliki-Novgorod   | 2003                 | Alexander Rusakov     | Irina Karavaeva     |
| 14e | Togliatti         | 2004                 | Yuri Koziakov         | Irina Karavaeva     |
| 15e | Krasnodar         | 2005                 | Alexander Rusakov     | Irina Karavaeva     |
| 16e | Krasnodar         | 6 — 10 novembre 2006 | Dimitri Ushakov       | Irina Karavaeva     |
| 17e | Saint-Pétersbourg | 22 — 25 août 2007    | Natalia Chernova      | Natalia Kolesnikova |
| 18e | Orenbourg         | 24 — 26 octobre 2008 | Sergei Chumak         | Galina Goncharenko  |
| 19e |                   | 2009                 |                       |                     |
| 20e |                   | 2010                 |                       |                     |
| 21e |                   | 2011                 |                       |                     |
| 22e |                   | 2012                 |                       |                     |